# Gnowangerup
Gnowangerup – miasto w Australii, w stanie Australia Zachodnia.